# 天津地铁2号线
天津地铁2号线是天津地铁的运营线路之一。线路大致呈东西走向，代表色是■黄色。该线路正线全长27.157公里，全线共设20座车站，1座车辆段与1座停车场，目前线路西起曹庄站，东至滨海国际机场站，使用车辆为6编组B型车，使用曹莊站附近的曹莊停車場。该线路亦是连接天津滨海国际机场的唯一线路。

## 概要
2号线是天津市中心城区轨道交通线网中的骨干线，连接西青区、南开区、河北区、河东区、东丽区五个行政区。线路西起西青区阜盛道北侧的曹庄站，穿过外环西路后穿过大卞庄地区，转入黄河道并沿其敷设，经过西南角站进入南马路，跨过海河后转入天津站后广场，过新兆路转入卫国道，过外环东路后偏向卫国道南侧，于机场大道西侧转向南，进入滨海国际机场，于T2航站楼北侧设滨海国际机场站。
2号线正线全长27.157公里，全线共设20座车站，除曹庄站为半地面车站、空港经济区站为地面车站外，均为地下车站，在西青区曹庄站北侧设曹庄停车场，于东丽区机场大道东侧设李明庄车辆段。
2号线与1号线的换乘站西南角站是天津地铁系统中第一个正式投入使用的换乘车站。

## 建设历程
天津地铁二号线始建于2006年。
2011年 5月6日凌晨7时30分许，天津地铁2号线建国道站（现更名为建国道意风区站）至天津站区间，左线掘进289.2m +0.2m、右线掘进247.2m+0.6m时，中铁一局二公司的右线盾构机因螺旋机被水泥土固结块（为五经路隧道的地下桩）卡死无法运转，在气焊切割开启观察孔进行处理时，发生螺旋机观察孔突沙涌水事件。由于该地段的地质异常复杂，突泥及涌水较大，导致地面塌陷，且左线掘进快于右线35环，左线线路高程高于右线，致使左右线隧道均发生局部管片变形破损开裂，最终左右线隧道均封堵回填，两台盾构机埋于地下，构成责任事故（无人员伤亡）。建天区间在原报废隧道的左右两侧重新改线施工，于2012年12月24日22:16贯通。
2011年5月6日凌晨5时许，中铁一局二公司的盾构机在右线盾构区间正处于五经路下方钻进作业时，盾构机螺旋传送机卡住异物，气焊切割打开螺旋传送机上方的点检口后高压地下水喷涌，发生了掌子面透水事故。“建-天”右线最终全部淹没，随后“建-天”左线也未保住，“建-天”区间双线损毁。“建-天”区间在原报废隧道的左右两侧重新建设盾构隧道。
2012年7月1日地铁2號線分為兩段營運。因透水事故无法正常开通的建国道站于2013年8月28日通车。

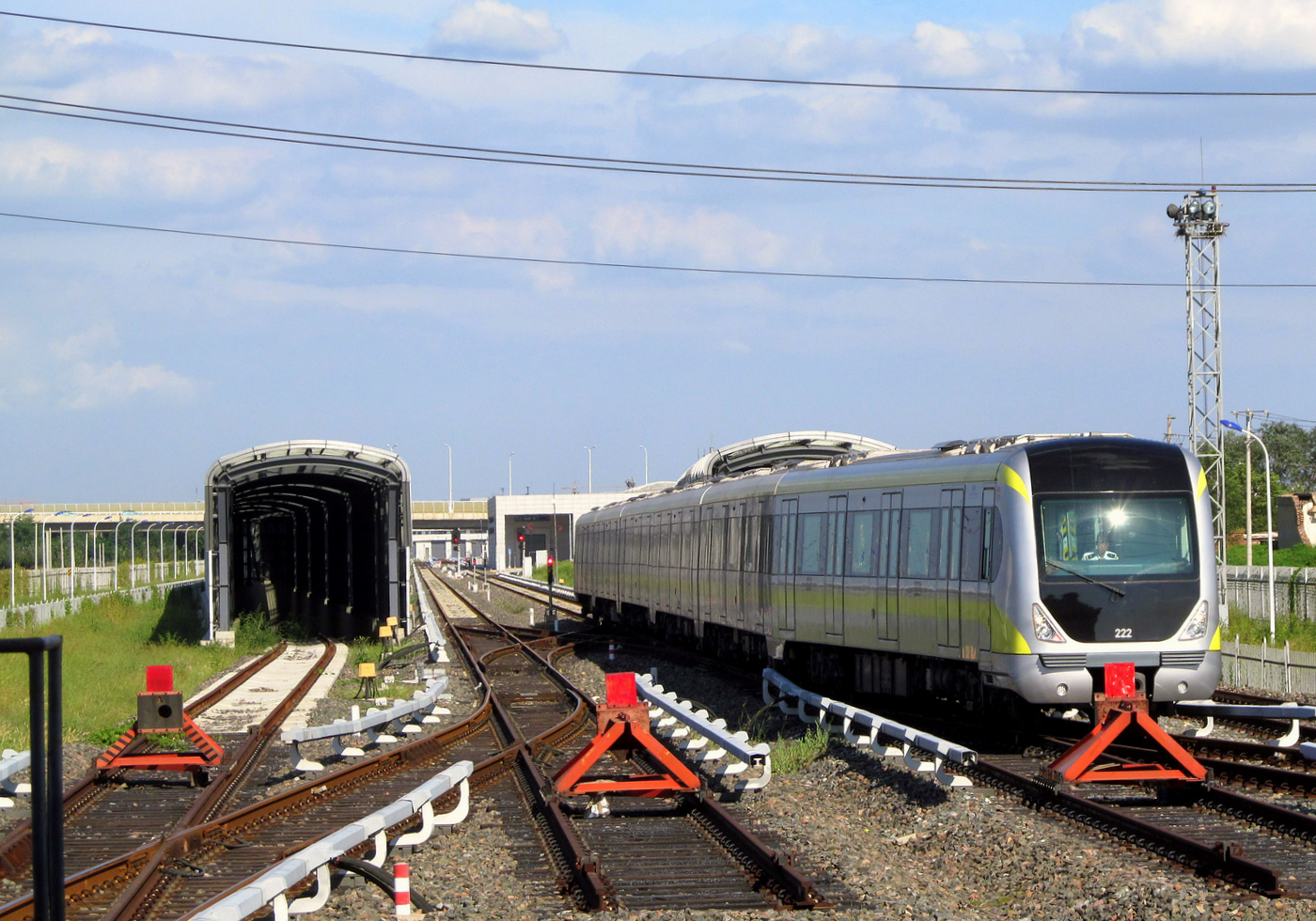
2号线空港经济区站庫線，左右兩座建築物為正線往濱海國際機場隧道口（2012年9月）

同时，2号线还延伸到滨海国际机场站，成为天津的机场联络轨道系统，该延伸段于2012年9月开工建设，于2014年8月28日与天津滨海国际机场新建设的T2航站楼同时开放。

## 开通运营

天津地铁二号线试乘票（正面）

天津地铁二号线试乘票（背面）

天津地铁二號線於2012年7月1日開通试營運，本次式營運采取东、西两段分段运营，共开通17座车站。东段从天津站至空港经济区站，西段从曹庄站至东南角站，其中，西南角站为二号线与一号线的换乘站，同時本站也是天津地铁歷史上第一個開通的換乘站，天津站为二号线与三号线、九号线的换乘站。开通初期运营时间为9:00至16:00，行车间隔10分钟，最高票价5元。2012年9月1日起运营时间为：东段6:00-22:45,西段6:00-22:37。與一号线，九号线不同的是，二號線開通初期暂不具备手机通讯条件，后加装手机信号。2013年8月28日，天津地铁2号线全线贯通，运营时间延长至6:00-22:54。
2021年1月，神州高铁技术股份有限公司按照市场化原则主持运营天津地铁2号线。2021年1月24日，神铁二号线（天津）轨道交通运营有限公司正式承担起天津地铁2号线运营工作。此前，天津地铁2号线由天津轨道交通运营集团车务二中心负责运营。
2022年3月4日，因机场疫情防控需要，2号线滨海国际机场站暂停运营。
2022年3月10日，2号线滨海国际机场站恢复运营。
2022年3月15日，因疫情影响，东南角站暂停运营，乘客暂不能在此换乘4号线。
2022年3月21日，东南角站恢复运营。
2022年5月18日，因疫情影响，登州路站、国山路站、空港经济区站暂停运营，列车通过不停车。
2022年5月21日，因疫情影响，建国道站暂停运营，列车通过不停车。
2022年5月29日，登州路站、国山路站、空港经济区站恢复运营。
2022年5月30日，建国道站恢复运营。
2022年9月16日，因疫情影响，翠阜新村站、靖江路站暂停运营，列车通过不停车。
2022年9月23日，翠阜新村站、靖江路站恢复运营。

## 同台换乘
2013年8月28日，天津地铁二号线正式贯通运营。二号线空港方向站台与津滨轻轨地铁九号线可以同台换乘，该站成为天津地铁系统中第一个同台换乘车站，2016年12月31日9号线调图后该政策短暂取消，2017年1月26日起恢复同台换乘。

## 特色
2号线除空港经济区站安装半高安全门外，其他车站均安装了全高式月台門。候車方面能精确到以倒数读秒方式提示列车到来时间。部分车站在列车到达1-2分钟以内有语音提示。

## 车辆资料
天津地鐵2號線列車是天津地铁的电动车组车款之一，在二号线运营。该型号列车由中国北车大連機車車輛有限公司制造，為標準B1型列車，採用第三軌下部受流(一号线為第三軌上部受流)，與天津其他地鐵車型一様，車門都為电动塞拉门，车辆编组方式为三动三拖。车辆外形美观、大方。车体采用轻量化不锈钢材料，表面为银灰色和黄色涂装。

### 車廂內部
每車门旁都配有1个灭火器，一节车厢共配有4个，且灭火器配在了車门的右下方，如遇火情，方便乘客取用。此外，每个门框上装置的安全锤和紧急锁也是一大亮点，如遇紧急情况，乘客击碎面罩，旋转手柄，手动开门。座椅满足人体工程学要求，靠背的弧度完美贴合人体，车座下面的供暖系統可随时调節温度，由于设置較靠后，避免烫伤乘客腿部。每列设置的2个残疾人乘坐区，更加体现了列车人性化的设计理念，特别是车辆所选用的材料、部件的防火、耐火、防烟和防毒要求，均达到国外相应等级标准，主要部件、设备安装和内部装饰采用模块化、集成化，方便检修和更换。2号线每节车厢内还安装了统一数量的17英寸液晶显示屏，通过无线网络可接收多频道的电视节目。

## 车站
2号线共设20座车站，其中地下站18座、半地面站1座、地面站1座。

### 换乘站

#### 已投入使用
- 长虹公园站：换乘6号线。2号线建设时已做预留，为站台垂直换乘。
- 西南角站：换乘1号线。本站是天津地铁第一个投入使用的换乘站，1号线站台与站厅位于同一层，改造时已经预留换乘，站台北端分别有两个换乘层，乘客可通过站厅下至2号线岛式站台。
- 东南角站：换乘4号线。2号线建设时已做预留，为站台垂直换乘。
- 天津站：换乘3号线与9号线。2号线与9号线站台位于地下三层，平行布置，其中2号线滨海国际机场方向可与9号线东海路方向跨月台转乘，曹庄方向换乘9号线需经过站厅，3号线站台位于地下四层，2号线曹庄方向可直接通过楼梯转乘，滨海国际机场方向换乘3号线需经过站厅。
- 靖江路站：换乘5号线。2号线建设时已做预留，为站台垂直换乘。
- 屿东城站：换乘10号线。2号线建设时已做预留，为站台垂直换乘。

#### 将会成为换乘站的车站
- 鼓楼站：换乘7号线。2号线建设时未做预留，预计为通道换乘。
- 滨海国际机场站：换乘Z2线。Z2线站点预计将设置在T3航站楼地下，需通过联通T3和T2航站楼的长通道换乘。

| 天津地铁2号线                                             |                 |                |                        |                |      |
| 曹庄                                                      | 西青区          | 2012年7月1日   |                        | 半地面侧式站台 | 右侧 |
| 卞兴                                                      | 西青区          | 2012年7月1日   |                        | 地下岛式站台   | 左侧 |
| 芥园西道                                                  | 西青区          | 2012年11月18日 |                        | 地下岛式站台   | 左侧 |
| 咸阳路                                                    | 南開区          | 2012年7月1日   |                        | 地下岛式站台   | 左侧 |
| 长虹公园                                                  | 南開区          | 2012年7月1日   | █ 6号线                | 地下岛式站台   | 左侧 |
| 广开四马路                                                | 南開区          | 2012年7月1日   |                        | 地下岛式站台   | 左侧 |
| 西南角                                                    | 南開区          | 2012年7月1日   | █ 1号线                | 地下岛式站台   | 左侧 |
| 鼓楼                                                      | 和平区 / 南开区 | 2012年7月1日   | █ 7号线（在建）        | 地下岛式站台   | 左侧 |
| 东南角                                                    | 南开区          | 2012年7月1日   | █ 4号线                | 地下岛式站台   | 左侧 |
| 建国道意风区                                              | 河北区          | 2013年8月28日  | █ 13号线（规划）       | 地下岛式站台   | 左侧 |
| 天津站                                                    | 河東区          | 2012年7月1日   | █ 3号线 █ 9号线 天津站 | 地下侧式站台   | 右侧 |
| 远洋国际中心                                              | 河東区          | 2012年7月1日   |                        | 地下岛式站台   | 左侧 |
| 顺驰桥                                                    | 河東区          | 2012年7月1日   |                        | 地下岛式站台   | 左侧 |
| 靖江路                                                    | 河東区          | 2012年7月1日   | █ 5号线                | 地下岛式站台   | 左侧 |
| 翠阜新村                                                  | 河東区          | 2012年7月1日   |                        | 地下岛式站台   | 左侧 |
| 嶼東城                                                    | 河東区          | 2012年7月1日   | █ 10号线               | 地下岛式站台   | 左侧 |
| 登州路                                                    | 東麗区          | 2012年7月1日   |                        | 地下岛式站台   | 左侧 |
| 国山路                                                    | 東麗区          | 2012年7月1日   |                        | 地下岛式站台   | 左侧 |
| 空港经济区                                                | 東麗区          | 2012年7月1日   |                        | 地面島式站台   | 左侧 |
| 滨海国际机场                                              | 東麗区          | 2014年8月28日  | █ Z2线（在建）         | 地下島式站台   | 左侧 |
| 注释                                                      |                 |                |                        |                |      |
| 1 斜体标示的车站，尚未启用。 2 灰色标示的换乘，尚未启用。 |                 |                |                        |                |      |
| 论 编                                                     |                 |                |                        |                |      |

## 行车安排
2号线采取单一线路运营，所有列车皆往返曹庄站及滨海国际机场站之间，全程运行时间41分钟。

### 列车间隔
| 峰期   | 峰期     | 时间段      | 行车间隔 |
| ------ | -------- | ----------- | -------- |
| 工作日 | 早高峰   | 6:30-8:30   | 6-7分钟  |
| 工作日 | 晚高峰   | 16:30-18:30 | 6-7分钟  |
| 工作日 | 其他时段 | 其他时段    | 8-10分钟 |
| 節假日 | 高峰     | 7:00-18:30  | 7-8分钟  |
| 節假日 | 其他时段 | 其他时段    | 8-9分钟  |

## 未来发展
- 2017年4月，西青区建设委员会公布的文件中显示，地铁2号线西延至西青区杨柳青镇的工程规划服务、可研、环评开始采购招标，2017年6月，中国铁路设计集团有限公司中标。该文件表明地铁2号线将从曹庄站起西延，终点设置在杨柳青火车站附近。
- 2019年5月天津市发改委印发《天津市2019年重点建设、重点前期和重点储备项目安排意见》[14]，其中重点储备项目安排中提出天津地铁2号线西延至杨柳青，建设区间为西青区曹庄站至杨柳青广场，全长9公里，设站8座，建设年限为2020年-2025年；天津地铁2号线东延至空港经济区，建设区间为东丽区滨海国际机场站至空港SM广场，全长7公里，设站3座，建设年限为2020年-2025年[15]。同时，天津地铁2号线西延规划与重点前期项目安排中西青云巴大运河专线(T1线)项目走向高度重合，T1线一期全长约14公里，包括中北镇曹庄地铁站至西青文化中心10公里和西向车辆段延长线4公里，建设年限为2019年-2020年[16]。
- 2020年4月，天津轨道交通集团有限公司公布《天津市城市轨道交通建设规划调整（2020-2025）环境影响报告书（征求意见稿）》，规划建设2号线延伸空港经济区工程，东延线西起滨海国际机场站，终至东九道站，线路全长约7.7km，设站4座，分别为T3航站楼站、中环西路站、中心大道站和东九道站[17][18]。
- 2020年8月，天津轨道交通集团公布《天津市城市轨道交通建设规划调整（2020-2025）环境影响报告书（征求意见稿）》调整稿，2号线延伸空港经济区工程改为西起滨海国际机场站，经滨海国际机场T3航站楼站，出站后线路向北逐步转入西二道，沿西二道至中心大道路口。线路全长缩短为4.5km，设站变更为2座，分别为T3航站楼站和东二道站，空港经济区核心疏散功能由13号线代替[19][20]。